# Моторний Іван Порфирович
Мото́рний Іва́н Порфи́рович (29 серпня 1918 — 11 липня 1973) — радянський військовий льотчик, учасник Другої світової війни. Герой Радянського Союзу (1943).

## Біографія
Народився 29 серпня 1918 року в селі Мішково-Погорілове (нині Вітовський район Миколаївської області) в сім'ї робітника. Українець. Член ВКП(б) з 1942 року.
Після закінчення 8 класів працював токарем на заводі в Миколаєві, навчався в аероклубі.
До лав РСЧА призваний у 1937 році. У 1938 році закінчив Одеську військову авіаційну школу льотчиків.
Учасник німецько-радянської війни з червня 1941 року. Воював у складі 512-го винищувального авіаційного полку на Південно-Західному, Північно-Західному, Сталінградському, Центральному, Донському, 1-у Білоруському, 2-у Прибалтійському та Ленінградському фронтах. Пройшов шлях від командира ланки до командира полку. Сам полк за бойові подвиги став 53-м гвардійським Сталінградським ордена Леніна полком.
З січня 1945 року — інспектор-льотчик з техніки пілотування 185-ї винищувальної авіаційної дивізії.
Всього за роки війни здійснив 479 бойових вильотів, у 214 повітряних боях особисто збив 19 та в складі групи — 7 літаків супротивника.
По закінченні війни у 1946 році майор І. П. Моторний звільнився у запас. Мешкав у місті Рига, працював головним механіком підприємства.
Помер 11 липня 1973 року.

## Нагороди
Указом Президії Верховної Ради СРСР від 28 січня 1943 року за зразкове виконання бойових завдань командування на фронті боротьби з німецькими загарбниками та виявлені при цьому відвагу і героїзм, Моторному Івану Порфировичу присвоєне звання Героя Радянського Союзу з врученням ордена Леніна і медалі «Золота Зірка» (№ 695).
Нагороджений двома орденами Леніна (09.11.1942, 28.01.1943), двома орденами Червоного Прапора (06.11.1941, 19.07.1942), орденами Олександра Невського (15.09.1943), Вітчизняної війни 1-го ступеня (14.05.1945), медалями.